# Diaz Arena
Die Diaz Arena ist ein Fußballstadion im belgischen Seebad Ostende, Provinz Westflandern. Es war bis zur Insolvenz 2024 die Heimspielstätte des Fußballclubs KV Ostende. Seit der Saison 2024/25 trägt dort der neugegründete Fußballverein KV Diksmuide-Oostende seine Heimspiele aus.

## Geschichte
Die in der Teilgemeinde Mariakerke befindliche Sportstätte ist seit 1981 die Heimat des KV Ostende und liegt unweit des Nordseestrandes. Die 1934 errichtete Anlage bietet nach Umbauarbeiten ab der Saison 2016/17 insgesamt 8432 Plätze.
Nach einer Renovierung 2007 erfüllt die Diaz Arena die Anforderungen der ersten belgischen Spielklasse. Die Zuschauerplätze des Stadions sind komplett überdacht. Auf dem oberen Bereich der Haupttribüne D sind die verglasten Logen mit den Business-Sitzen platziert. Die 2016 errichtete Gegentribüne mit den Rängen A und B besitzt 3700 Sitzplätze, wovon es sich bei einem Drittel der Plätze um Business-Sitze handelt. Die Ränge D7 bis D9 der Gegentribüne stehen genauso wie die Stehplatzränge E4 bis E6 hinter dem Tor den Gästefans zur Verfügung. Hinter der Tribüne wurden auf dem Gelände des früheren Mediacenters kostenfreie Parkplätze für die Besucher angelegt. 
Die dreiteilige Haupttribüne wurde innerhalb von sechs Monaten durch einen durchgängigen Zuschauerrang mit 3700 Plätzen (erweiterbar auf 3800) ersetzt. Damit ist der Großteil der Stadionmodernisierung abgeschlossen.
Im Juli 2016 erhielt das Albertparkstadion den Sponsorennamen Versluys Arena nach dem Bauunternehmen Versluys Bouwgroep.
Anfang Juni 2020 ließ der Sponsor ohne Ankündigung, nach einem Streit um nicht geleistete Zahlungen seitens des Bauunternehmens, seinen Namen vom Stadion entfernen. Ende Juli des Jahres erhielt das Stadion für mindestens eine Saison den Namen Diaz Arena, nach dem Unternehmen des Vereinspräsidenten Frank Dierckens.
Der KV Diksmuide aus Diksmuide fusionierte Ende der Saison 2023/24 mit den Spielern des insolventen KV Ostende. Die erste Mannschaft zog nach Ostende und nutzt die Diaz Arena, die anderen Mannschaften des Vereins sind in Diksmuide verblieben. Der Club heißt jetzt KV Diksmuide-Oostende.
Hinter der Haupttribüne in direkter Nachbarschaft liegt der COREtec Dôme mit 4779 Sitzplätzen, in dem der erfolgreiche Basketballverein BC Ostende seine Heimspiele austrägt. Dort können weitere (kostenpflichtige) Parkplätze genutzt werden.